# 9082 Leonardmartin
9082 Leonardmartin (1994 VR6) là một tiểu hành tinh bay qua Sao Hỏa được phát hiện ngày 4 tháng 11 năm 1994 bởi C. S. Shoemaker và E. M. Shoemaker ở Palomar.